# Воскресенский переулок (Калуга)
Воскресенский переулок — улица в исторической части Калуги, проходит от Воскресенской улицы к Жировскому оврагу. Протяжённость улицы около 540 м.

## История
Улица была запланирована на градостроительном плане 1778 года, прошла по линии уже существовавшей здесь ранее улицы. Была названа по Церкви Воскресения Христова «на посаде» (разобрана в 1930-е годы).
В открытом в 1875 году Калужском реальном училище (находилось в переулке) с 1904 года учился Александр Хинчин, ранее, в 1896—1897 годах, в нём преподавал математику К. Э. Циолковский, в 1898 году училище окончил Борис Зайцев.
С установлением советской власти переулок получил имя русского революционера Каракозова (1840—1866). В здании Реального училища в 1948 году был открыт педагогический институт.
В 1987 году на углу переулка с Воскресенской улицей был установлен памятник революционерке-народовольцу Софье Перовской (1853—1881).
Историческое название было возвращено переулку в 1991 году.

## Достопримечательности
д. 5 — жилой дом
д. 7 — Дом Минина
д. 23 — жилой дом

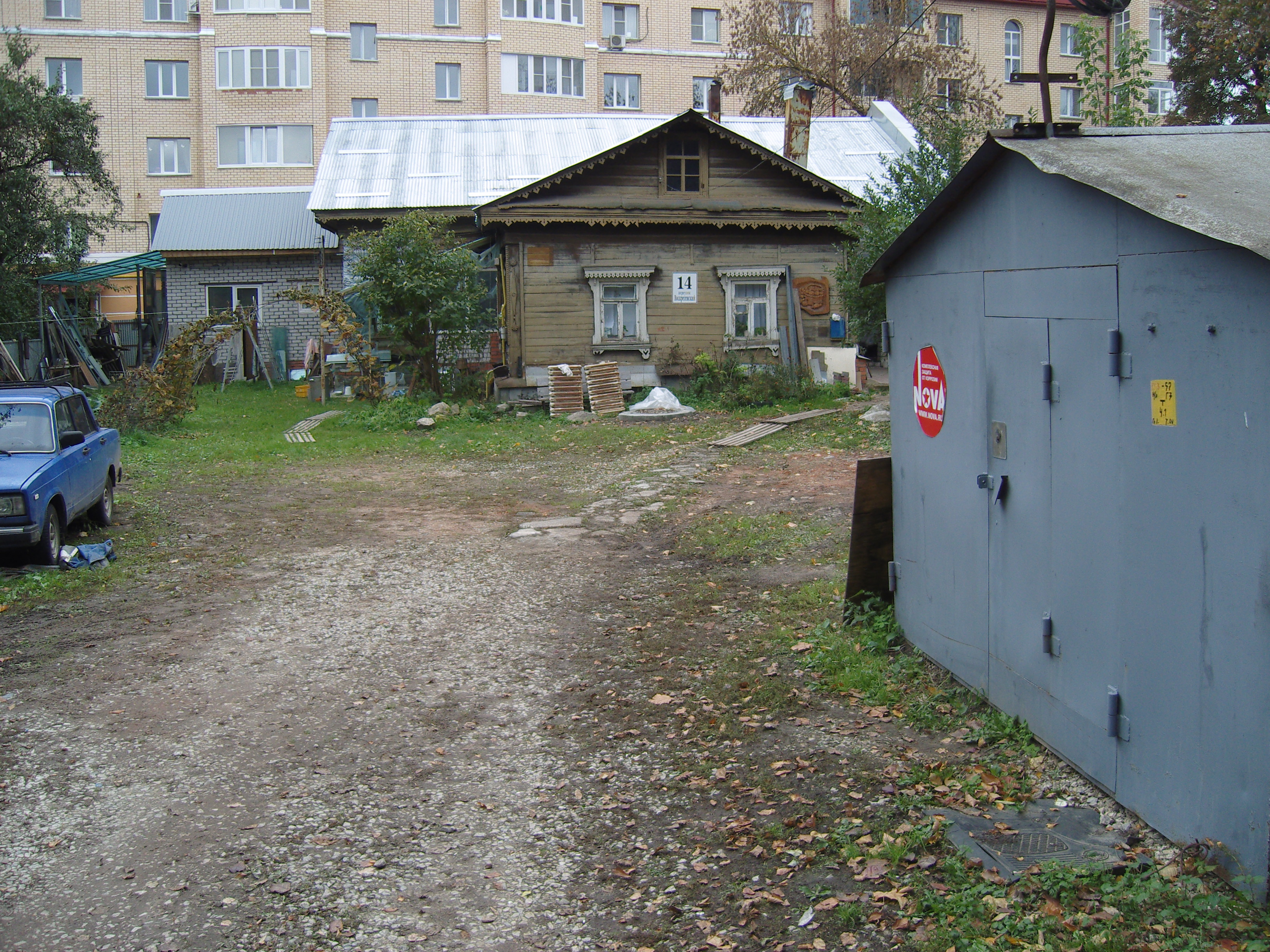
Двор д. 14

д. 27 — Дом губернского землемера Шолца фон Ашерслебена
д. 31 — жилой дом